# Challenger de Nottingham
Actualmente se disputan 2 torneos de la categoría ATP Challenger Series en la ciudad de Nottingham, Inglaterra, Reino Unido.
- AEGON Trophy
- AEGON Nottingham Challenge